# خوليو ماريو سانتو دومينغو
خوليو ماريو سانتو دومينغو (بالإسبانية: Julio Mario Santo Domingo Pumarejo)‏ هو دبلوماسي ورائد أعمال كولومبي، ولد في 16 أكتوبر 1923 في بنما في بنما، وتوفي في 7 أكتوبر 2011 في نيويورك في الولايات المتحدة.